# Erax costalis
Erax costalis är en tvåvingeart som först beskrevs av Wulp 1899.  Erax costalis ingår i släktet Erax och familjen rovflugor.
Artens utbredningsområde är Sydjemen. Inga underarter finns listade i Catalogue of Life.